# Immunoélectrophorèse
L'immunoélectrophorèse est une méthode de laboratoire qui, en couplant une électrophorèse avec une solution contenant des anticorps spécifiques, va séparer les molécules composants le sérum ou l'urine en formant un précipité qui sera spécifique de chaque immunoglobuline.

## Mode opératoire
La séparation des molécules se fait par électrophorèse. La réaction immunologique conduit à la formation de lignes de précipitation entre des antigènes et des anticorps. Les précipités peuvent être facilement visualisés sur un gel.

## Intérêt en médecine
Cet examen de Biologie médicale est utilisé notamment pour la recherche de maladies telles que :
- Le myélome multiple (à immunoglobulines G et A),
- La maladie de Waldenström (à immunoglobulines M),

La recherche de la protéine de Bence-Jones dans les urines utilise cette technique.